# خزنده مارمور
خزنده مارمور (نام علمی: Marmorerpeton) نام یک سرده از راسته سمندرسانان است.